# Ferndale (Michigan)
Ferndale ist eine Stadt im Oakland County im Südosten des US-amerikanischen Bundesstaates Michigan. Das U.S. Census Bureau hat bei der Volkszählung 2020 eine Einwohnerzahl von 19.190 ermittelt.
Die Stadt ist Bestandteil von Metro Detroit, der Metropolregion um die Stadt Detroit.
Ferndale ist in erster Linie eine Wohnstadt mit einem kleinen industriellen Sektor im südöstlichen Teil der Stadt. Das Geschäftsviertel liegt am Schnittpunkt der Woodward Avenue und der 9 Mile Road. Dort befinden sich Geschäfte, Tanzlokale, Bars und zahlreiche Restaurants.
In  der gesamten Region ist die Stadt bekannt für ihren hohen Bevölkerungsanteil von sexuellen Minderheiten, was auf eine liberale Politik in der Stadt zurückzuführen ist. Im Jahr 2007 wurde mit Craig Covey der erste offen schwul lebende Bürgermeister Michigans gewählt.

## Geographie
Ferndale liegt auf 42°27'38" nördlicher Breite und 83°8'5" westlicher Länge und erstreckt sich über 10,05 km², die ausschließlich aus Landfläche bestehen.
Die Stadt liegt rund 20 km nordwestlich des Stadtzentrums von Detroit. Im Westen grenzt Oak Park an, im Nordwesten Royal Oak, im Nordosten Madison Heights, im Osten Hazel Park und im Südosten Highland Park.
Am nördlichen Rand von Ferndale verläuft in ost-westlicher Richtung die Interstate 696, ein Zubringer der Interstate 96. Durch das Stadtzentrum verläuft der Michigan Highway 1 in nordwest-südöstlicher Richtung.

## Geschichte
Die Gegend von Femdale wurde in den 1800er Jahren zunächst von Bauern besiedelt. Durch die Erfindung des Automobils und die Entwicklung der Automobilindustrie im nahen Detroit wuchs die Bevölkerung von Ferndale zu Beginn des 19. Jahrhunderts schnell.
Ferndale wurde im Jahre 1918 zunächst als Dorf eingetragen, am 7. März 1927 erhielt es den Status einer Stadt. Es wurde eine Trabantenstadt für Detroits Arbeiter. Das stärkste Wachstum im Wohnungsbau gab es zwischen 1920 und 1951. Während der frühen 1950er Jahre gab es eine Straßenbahn-Linie von der Innenstadt Detroits nach Pontiac.
Diese halfen den nördlichen Vororten von Detroit, als Schlafstädte zu wachsen, da die Menschen die Straßenbahn nehmen konnten, um einzukaufen oder Arbeiten in Detroit zu erledigen.

## Demografische Daten
Laut der Volkszählung im Jahr 2000 lebten 22.105 Menschen in 9872 Haushalte und 5103 Familien in der Stadt. Die Bevölkerungsdichte betrug 2199,7 pro km². Es gab 10.243 Wohneinheiten mit einer durchschnittlichen Dichte von 1019,3 pro km².
Die Stadt hatte 9872 Haushalte, in denen in 23,5 % Kinder unter 18 Jahren lebten. Davon waren 35,8 % Ehepaare, 11,5 % hatten einen weiblichen Haushaltsvorstand ohne Ehemann und 48,3 % waren keine Familien. In 35,2 % aller Haushalte lebten nur Einzelpersonen und in 7,8 % lebten Menschen, die 65 Jahre oder älter war. Die durchschnittliche Haushaltsgröße betrug 2,23 Personen und die durchschnittliche Familiengröße lag bei 2,97.
In der Stadt waren 20,4 % der Bevölkerung unter 18 Jahre alt, 9,1 % waren 18 bis 24 Jahre alt, 41,2 % waren 25 bis 44 Jahre alt, 19,7 % waren 45 bis 64 Jahre alt und 9,7 % waren 65 Jahre oder älter. Das Durchschnittsalter betrug 34 Jahre. Auf je 100 Frauen gab es 99,5 Männer.
Das mittlere Einkommen für einen Haushalt in der Stadt betrug USD 45.629, und das mittlere Einkommen für eine Familie betrug USD 51.687. Männer hatten ein mittleres Einkommen von USD 40.392 gegenüber USD 30.859 bei Frauen. Das Pro-Kopf-Einkommen für die Stadt betrug USD 23.133. Etwa 7,2 % der Familien und 8,2 % der Bevölkerung lebten unterhalb der Armutsgrenze, darunter 12,0 % Jugendliche unter 18 Jahren und 9,6 % in der Altersgruppe von 65 Jahren oder älter.

## Persönlichkeiten
- Jack D. Woodall (* 1936), Generalleutnant der United States Army